# Мария Зефирина Французская
Мария Зефирина Французская (26 августа 1750 — 2 сентября 1755) — французская принцесса, старшая дочь (и ребёнок) дофина Франции Людовика Фердинанда и его второй жены Марии Жозефы Саксонской.
Мария Зефирина, известная как «Королевская мадам» или «Маленькая мадам», родилась в Версальском дворце и была названа в честь святого Зефирина, в день праздника которого она родилась. В предыдущие два года роды Марии Жозефы заканчивались смертью детей, а её здоровье было хрупким, поэтому рождение принцессы было связано со всеми возможными предосторожностями. Людовик XV же надеялся на внука. 
Мария Изабель де Роган была гувернанткой Марии Зефирины. Мария Зефирин умерла в Версале из-за приступа конвульсий ранним утром 2 сентября. Она была крещена всего за несколько дней до этого аббатом Шабанна. По ней не носили официальный траур, поскольку французскую принцессу можно было оплакивать только с семилетнего возраста. Она была похоронена в королевской базилике Сен-Дени за пределами Парижа.